# Jan Foltys
Jan Foltys (Svinov, Ostrava, Moravia-Silesia, República Checa; 13 de octubre de 1908-Ostrava; 11 de marzo de 1952), fue un ajedrecista checo, Maestro Internacional.

## Trayectoria como ajedrecista
En 1933, fue 8.º-12.º en Mnichovo Hradiště (13.º Campeonato Nacional de la República Checa). En 1933, quedó 5.º-7.º en Moravska Ostrava , con triunfo de Ernst Grünfeld. En 1935, fue 5.º-7.º en Luhačovice, con victoria de Karel Opocensky . En 1936, quedó 3.º en Poděbrady (14.º Campeonato Nacional de la República Checa), con triunfo de Salo Flohr.
En 1937, fue 4.º en Margate. En el mismo año, quedó 3.º-4.º en Praga, con victoria de Paul Keres. Asimismo, fue 2.º-4.º en Rogaška Slatina, con triunfo de Mieczysław Najdorf. En 1937, quedó 9.º-10.º en Jurata (4.º Campeonato Nacional de Polonia), con triunfo de Savielly Tartakower.
En 1938, fue 3.º en Praga (15.º Campeonato Nacional de la República Checa). En el mismo año, quedó 10.º-12.º en Lodz, con victoria de Vasja Pirc. Asimismo, fue 11.º en Liubliana (Laibach), con triunfo de Borislav Kostić. En mayo de 1939, quedó 7.º en Stuttgart (1.º Europa Turnier), con victoria de Yefim Bogoliubov.
Representó a Checoslovaquia como primer tablero en la 3.ª Olimpiada de Ajedrez no Oficial en Múnich en 1936 (+7 -1 =11), en el segundo tablero en la 7.ª Olimpiada de Ajedrez en Estocolmo en 1937 (+7 -2 =9), y en el segundo tablero en la 8.ª Olimpiada de Ajedrez en Buenos Aires en 1939 (+8 -3 =5). En total, en estos tres eventos, en 53 partidas, anotó (22 -6 =25), para obtener el 65,1%.
Durante la Segunda Guerra Mundial, Foltys participó en varios torneos importantes. En 1940, ganó en Rakovnik (Campeonato de Bohemia y Moravia, Protektorat der Böhmen-Mähren Meisterschaft). En 1941, ganó por delante de József Szily y Ludovit Potůček en Trenčianske Teplice. En septiembre de 1941, quedó 7.º en el Torneo de Ajedrez de Múnich en 1941 (2.º Europa Turnier), con victoria de Gösta Stoltz. En el mismo año, empató (6,6) un enfrentamiento con Karel Opocensky en Praga. En septiembre de 1942, fue 3.º-5.º con Yefim Bogoliubov y Kurt Richter, y por detrás de Alexander Alekhine y Paul Keres, en Múnich (1.º Campeonato de Europa Individual de ajedrez, Europameisterschaft). En diciembre de 1942, quedó 3.º, por detrás de Alekhine y Klaus Junge, en Praga (Torneo de celebración de la retirada de Oldrich Duras).
En abril de 1943, fue 4.º-5.º en Praga, con triunfo de Alekhine. En junio de 1943, quedó 5.º en Salzburgo, con victoria conjunta de Keres y Alekhine. En el mismo año, obtuvo la victoria junto con František Zita en Praga (Bohemia - Moravia). Asimismo, fue 2.º, por detrás de Čeněk Kottnauer, en Zlín. En 1944, fue 4.º en Brno (Bohemia - Moravia), con triunfo de Opocensky).
Después de la guerra, Foltys participaó en torneos y enfrentamientos por equipos. En 1946, quedó 4.º-5.º en Praga, con victoria de Najdorf. En el mismo año, fue 3.º, por detrás de Luděk Pachman y Miroslav Katětov, en Ostrava (Campeonato Nacional de la República Checa).
Participó en doce encuentros internacionales. En 1947, ganó (1,5: 0,5) contra Lodewijk Prins en La Haya (Holanda - República Checa), venció (2:0) a Harry Golombek en Londres (Reino Unido - República Checa), ganó (2:0) a William Ritson-Morry en Birmingham, perdió (0,2) contra Nicolas Rossolimo en París (Francia - República Checa), perdió (0,5:1,5) frente a Vasja Pirc en Zagreb (Yugoslavia - República Checa).
En 1948, ganó (1,5:0,5) frente a Svetozar Gligorić en Spindleruv Mlyn (República Checa - Yugoslavia). En 1949, ganó (2:0) a Kazimierz Makarczyk en Katowice (Polonia - República Checa), ganó (1,5:0,5) a Josef Lokvenc en Viena (Austria - República Checa); empató (0,5:0,5) con Florian Janos Kovacs en Viena (Viena - República Checa), perdió (0,5:1,5) con Max Euwe en Praga (República Checa - Países Bajos), empató (1:1) con Josef Platt en Praga (República Checa - Austria) y ganó (2,5:0,5) a Eugenio Szabados en Venecia (Italia - República Checa).
Foltys tuvo su mejor resultado en el Torneo de Karlovy Vary / Mariánské Lázně en 1948, donde obtuvo la victoria por delante de jugadores como Pirc, Gedeon Barcza, Lajos Steiner y Milan Vidmar. En el mismo año, quedó 3.º en Budapest. En 1949, logró la victoria junto con Stojan Puc en Viena (3.º Torneo Memorial Schlechter), quedó 4.º-7.º en Venecia , y fue 6.º en Trenčianske Teplice.
En 1950, fue 7.º en Szczawno Zdrój. En el mismo año, quedó 13.º en Ámsterdam. Se clasificó en Mariánské Lázně en 1951 por el Interzonal de Estocolmo de 1952, pero murió de leucemia en Ostrava en 1952 antes de poder participar.
Fue galardonado por la FIDE con el título de Maestro Internacional en 1950.

## Partidas destacadas
- Jan Foltys vs Erich Eliskases, Poděbrady 1936, Defensa Siciliana, Variante del Dragón, B72, 1-0
- Věra Menčíková vs Jan Foltys, Margate 1937, Apertura inglesa, Siciliana invertida, A25, 0-1
- Karel Treybal vs Jan Foltys, Rakovnik 1940, Czech&Moravia-ch, Siciliana, Dragón, Clásica, B74, 0-1
- Jan Foltys vs Gedeon Barcza, Munich 1942, EU-ch, Nimzo-India, Clásica, E38, 1-0
- Jan Foltys vs Lodewijk Prins, La Haya 1947, enfrentamiento por equipos, Defensa Ruy Lopez, Cerrada, Chigorin, C99, 1-0
- Jan Foltys vs Harry Golombek, Londres 1947, enfrentamiento por equipos, Siciliana, Dragón, Clásica, B73, 1-0
- Jan Foltys vs Vasja Pirc, Karlovy Vary 1948, Gambito de Dama rehusado, Clásica, D61, 1-0
- Pál Benkő vs Jan Foltys, Mariánské Lázně 1951, Zonal, Apertura Zukertort, Variante simétrica, A11, 0-1